# Melelele de la gurile Dunării
Melelele de la gurile Dunării sunt fâșii de apă marină îndulcită din Marea Neagră aflate la gurile de vărsare ale Dunării. Au o formă longitudinală și foarte îngustă, izolată aproape total de mare prin bancuri de nisip, care cu timpul se înglobează în Delta Dunării. Salinitatea în melele variază mult și se schimbă uneori foarte rapid, în funcție de intensitatea și direcția vântului. Termenul melea are la baza un cuvânt rusesc "мель" care înseamna apă de joasă adâncime. Un exemplu de melee este golful Musura.
Apa de joasă adâncime și vegetația acvatică formează baza trofică pentru diverse specii de pești. Ihtiofauna melelelor constă din specii salmastre, guvidul de Razelm (Ponticola syrman); specii marine eurihaline de origine sarmatică,  strunghilul (Neogobius melanostomus), guvidul de mare (Ponticola cephalargoides); specii migratoare, mai ales scrumbia de mare (Alosa maeotica), dar și scrumbia de Dunăre (Alosa immaculata), rizeafca (Alosa tanaica), gingirica (Clupeonella cultriventris), labanul (Mugil cephalus); specii marine eurihaline de origine mediteraneană,  cambula (Pleuronectes flesus), aterină (Atherina boyeri), șprotul (Sprattus sprattus), chiar și hamsia (Engraulis encrasicolus), stavridul mediteranean (Trachurus mediterraneus), stavridul negru (Trachurus trachurus) etc. și pești dulcicoli relativ eurihalini printre care cei mai importanți sunt crapul (Cyprinus carpio), babușca (Rutilus rutilus), șalăul (Stizostedion lucioperca), plătica (Abramis brama), precum și două specii mai mult reofile : morunașul (Vimba vimba) și oblețul mare (Chalcalburnus chalcoides). Aceste specii dulcicole, și îndeosebi ultimele două, urcă pentru reproducere în susul Dunării, comportându-se oarecum ca specii anadrome. 